# Sodniško žezlo
Sodniško žezlo oziroma sodniška palica je najpomembnejša in najstarejša sodniška insignija. Omenja jo že devterokanonično Jeremijevo pismo, v visokem srednjem veku pa Alkuin iz Yorka. Sodniška palica je bila v razkošnejših izvedbah okronana s stilizirano lilijo, ki je simbolizirala sodniško milost. Sodniške palice so ozaljšali tudi s trolistnimi in krožnimi zaključki, palmami, zvezdami, roko pravice (main de justice) ali grbi. Sodnik je moral sodniško palico ves čas sojenja držati v rokah, v nasprotnem primeru pravna dejanja ne bi bila veljavna. Ponekod so na sodniško palico tudi prisegali (t. i. prisežna palica). Od sodniške palice (oziroma žezla), ki je imela ceremonialno naravo, je treba ločiti praviloma leseno sodno palico, ki jo je sodnik ob izreku kazenske obsodbe simbolično prelomil.